# Calvin Harris
Calvin Harris, eredeti nevén Adam Richard Wiles (Dumfries, Skócia, 1984. január 17. –) skót lemezlovas, énekes, dalszövegíró és producer. Aranylemezes debütáló albuma az „I Created Disco” 2007-ben jelent meg és olyan Top10-es slágereket tartalmaz, mint a „Acceptable in the 80s” és a „The Girls”. Második stúdióalbuma a „Ready for the Weekend” (2009) megszerezte az első helyet az Egyesült Királyságbeli lemezlistán, a lemezen levő számok közül az „I'm Not Alone” többször vezette a slágerlistákat, csak úgy, mint a UK Top5-ben szereplő „Ready for the Weekend", a „Flashback” és a „You Used to Hold Me”.
Remix albuma „L.E.D. Festival” címmel 2010 júliusában jelent meg a Mixmag ingyenes mellékleteként. Harris harmadik albumát a „18 Months”-t 2012 októberében adta ki, ami olyan számokkal tarolt, mint a „Bounce”, „Feel So Close”, „Let's Go”, „We'll Be Coming Back”, „Sweet Nothing” és a „Drinking from the Bottle”. Több felvétel esetében producerként és íróként közreműködött olyan előadók mellett, mint Kylie Minogue, Sophie Ellis-Bextor, Dizzee Rascal, Cheryl Cole, Example, Rihanna (a nemzetközi listákon taroló „We Found Love”-val) és Kesha.

## Biográfia

### Eddigi élete és munkássága
Harris Adam Richard Wiles-ként született 1984. január 17-én a skóciai Dumfries-ben. Elmondása szerint football rajongó volt és Steve McManaman-ra szeretett volna hasonlítani. „De sosem volt göndör hajam, mióta zenélni kezdtem. Ha lett volna, minden más lenne.” Tinédzserként kezdett el érdeklődni az elektronikus zene iránt és 1999-ben készítette első demo-it a hálószobájában. Első számai "Stouffer" művésznéven jelentek meg még gimnazista korában. Egy, a News of the World-del készült interjú szerint, mialatt zenéket készített, egyre inkább egy antiszocális emberré vált, ami kihatott a személyiségére.

## Diszkográfia

### Albumok
| Év   | Album                  |
| ---- | ---------------------- |
| 2007 | I Created Disco        |
| 2009 | Ready For The Weekend  |
| 2012 | 18 Months              |
| 2014 | Motion                 |
| 2017 | Funk Wav Bounces Vol.1 |
| 2022 | Funk Wav Bounces Vol.2 |

### Kislemezek
| 2007                | Acceptable In The 80s                                            | I Created Disco                |
| 2007                | The Girls                                                        | I Created Disco                |
| 2007                | Merrymaking At My Place                                          | I Created Disco                |
| 2009                | I’m Not Alone                                                    | Ready For The Weekend          |
| 2009                | Ready For The Weekend                                            | Ready For The Weekend          |
| 2009                | Flashback                                                        | Ready For The Weekend          |
| 2010                | You Used To Hold Me                                              | Ready For The Weekend          |
| 2011                | Bounce (feat. Kelis)                                             | 18 Months                      |
| 2011                | Feel So Close                                                    | 18 Months                      |
| 2012                | Let’s Go (feat. Ne-Yo)                                           | 18 Months                      |
| 2012                | We’ll Be Coming Back (feat. Example)                             | 18 Months                      |
| 2012                | Sweet Nothing (feat. Florence Welch)                             | 18 Months                      |
| 2013                | Drinking From The Bottle (feat. Tinie Tempah)                    | 18 Months                      |
| 2013                | I Need Your Love (feat. Ellie Goulding)                          | 18 Months                      |
| 2013                | Thinking About You (feat. Ayah Marar)                            | 18 Months                      |
| 2013                | Under Control (feat. Alesso & Hurts)                             | Motion                         |
| 2014                | Summer                                                           | Motion                         |
| 2014                | Blame (feat. John Newman)                                        | Motion                         |
| 2014                | Outside (feat. Ellie Goulding)                                   | Motion                         |
| 2015                | Open Wide (feat. Big Sean)                                       | Motion                         |
| 2015                | Pray To God (feat. Haim)                                         | Motion                         |
| 2015                | How Deep Is Your Love (feat. Disciples)                          | Nem jelent meg albumon         |
| 2016                | This Is What You Came For (feat. Rihanna)                        | Nem jelent meg albumon         |
| 2016                | Hype (feat. Dizzee Rascal)                                       | Nem jelent meg albumon         |
| 2016                | My Way                                                           | Nem jelent meg albumon         |
| 2017                | Slide (feat. Frank Ocean & Migos)                                | Funk Wav Bounces Vol 1.        |
| 2017                | Heatstroke (feat. Young Thug, Pharrell Williams & Ariana Grande) | Funk Wav Bounces Vol 1.        |
| 2017                | Rollin (feat. Future & Khalid)                                   | Funk Wav Bounces Vol 1.        |
| 2017                | Feels (feat. Pharrell Williams, Katy Perry & Big Sean)           | Funk Wav Bounces Vol 1.        |
| 2017                | Faking It (feat. Kehlani & Lil Yachty)                           | Funk Wav Bounces Vol 1.        |
| 2017                | The Weekend (Funk Way Remix) (feat. SZA)                         | Nem jelent meg albumon         |
| 2018                | Nuh Ready Nuh Ready (feat. PartyNextDoor)                        | TBA                            |
| 2018                | One Kiss (feat. Dua Lipa)                                        | TBA                            |
| 2018                | Promises (feat. Sam Smith & Jessie Reyez)                        | TBA                            |
| 2018                | I Found You (feat. Benny Blanco)                                 | Friends Keep Secrets           |
| 2018                | Checklist (feat. Normani & Wizkid)                               | Normani x Calvin Harris        |
| 2019                | I Found You / Nilda’s Story (feat. Benny Blanco & Miguel)        | Nem jelent meg albumon         |
| 2019                | Giant (feat. Rag’n’Bone Man)                                     | TBA                            |
| 2019                | I’m Not Alone 2019                                               | Nem jelent meg albumon         |
| 2020                | Over Now                                                         | Nem jelent meg albumon         |
| 2021                | By Your Side                                                     | Evering Road (Special Edition) |
| 2022                | Potion                                                           | Funk Wav Bounces Vol.2         |
| 2022                | New Money                                                        | Funk Wav Bounces Vol.2         |
| 2022                | Stay with Me                                                     | Funk Wav Bounces Vol.2         |
| 2022                | New to You                                                       | Funk Wav Bounces Vol.2         |
| 2023                | Miracle (feat. Ellie Goulding)                                   | TBA                            |
| 2023                | Desire (feat. Sam Smith)                                         | TBA                            |
| 2023                | Body Moving (feat. Eliza Rose)                                   | TBA                            |
| 2024                | Lovers in a Past Life (with Rag'n'Bone Man)                      | TBA                            |
| mint Love Generator |                                                                  |                                |
| 2020                | Love Without Your Love                                           | Nem jelent meg albumon         |
| 2021                | We Can Come Together                                             | Nem jelent meg albumon         |
| 2021                | Rollercoaster                                                    | Rollercoaster EP               |
| 2022                | Lonely                                                           | Nem jelent meg albumon         |

### Videóklipek
- Acceptable in the 80s (2007)
- The Girls (2007)
- Merrymaking at My Place (2007)
- Dance wiv Me (2008)
- I’m Not Alone (2009)
- Ready for the Weekend (2009)
- Flashback (2009)
- You Used to Hold Me (2010)
- Awooga (2011)
- Bounce (2011)
- Feel So Close (2011)
- Off the Record (2011)
- We Found Love (2011)
- Let’s Go (2012)
- We’ll Be Coming Back (2012)
- Sweet Nothing (2012)
- Drinking from the Bottle (2012)
- I Need Your Love (2013)
- Thinking About You (2013)
- Under Control (2013)
- Summer (2014)
- Blame (2014)
- Slow Acid (2014)
- Open Wide (2014)
- Burnin' (2014)
- Outside (2014)
- Pray to God (2015)
- How Deep Is Your Love (2015)
- This Is What You Came For (2016)
- Hype (2016)
- My Way (2016)
- Feels (2017)
- Feels (két verzió) (2017)
- Hard to Love (2017)
- Faking It (2017)
- Nuh Ready Nuh Ready (2018)
- One Kiss (2018)
- Promises (2018)
- I Found You / Nilda'S Story (2018)
- Giant (2019)
- Love Without Your Love (2020)
- By Your Side (2021)
- Potion (2022)
- Stay With Me (2022)
- Obsessed (2022)
- Miracle (2023)
- Desire (2023)
- Body Moving
- Lovers In A Past Life (2024)